# Tolpis
Tolpis là một chi thực vật có hoa trong họ Cúc (Asteraceae).

## Loài
Chi Tolpis gồm các loài: